# The Lemon Trees
The Lemon Trees byla britská popová kapela devadesátých let, jejímiž členy byli Guy Chambers, dvojčata Paul Stacey a Jeremy Stacey, Alex Lewis a Paul Holman. Kapela vznikla v roce 1993 a nahrála dvě alba, ale druhé nebylo vydáno. Rozpadli se v roce 1995.

## Diskografie

### Album
- Open Book (Oxygen Records/MCA – 1993)

### Singly
- „Love Is In Your Eyes“ (Oxygen/MCA – 1992) UK #75 – hlavní vokály Guy Chambers
- „The Way I Feel“ (Oxygen/MCA – 1992) #62 – hlavní vokály Paul Holman
- „Let It Loose“ (Oxygen/MCA – 1993) #55 – hlavní vokály Guy Chambers
- „Child Of Love“ (Oxygen/MCA – 1993) #55 – hlavní vokály Alex Lewis
- „I Can't Face The World“ (Oxygen/MCA – 1993) #52 – hlavní vokály Paul Holman